# Conclave de mai 1555
Le conclave de mai 1555 se déroule à Rome, du 15 au 23 mai 1555, juste après la mort du pape Marcel II, vingt deux jours après le début de son pontificat. Il aboutit à l'élection du cardinal Giovanni Pietro Carafa qui devient le pape Paul IV.

## Source
- (en) Cet article est partiellement ou en totalité issu de l’article de Wikipédia en anglais intitulé « Papal conclave, May 1555 » (voir la liste des auteurs).